# 林恩偕
林恩偕（Timothy Lam，1997年8月24日—），出生於香港，美國男子羽球運動員。

## 簡歷
林恩偕出生於香港，自幼隨家人移民美國，六歲開始接處羽球，11歲起在位於費利蒙的加州羽毛球學院（英語：California Badminton Academy）訓練。2014年，林恩偕在泛美洲青年錦標賽獲得混合團體與男子單打冠軍，另於男雙、混雙項目獲得亞軍和季軍。
2018年10月，林恩偕在瓜地馬拉國際系列賽首次晉級成人組賽事男子單打決賽，最終以0比2（12-21、13-21）不敵來自瓜地馬拉的凱文·科登。2019年，他先在3月舉辦的吉拉爾迪拉羽毛球賽闖入四強，8月時在巴貝多舉辦的加勒比地區羽毛球聯合會國際賽同時獲得男單與男雙（搭檔加拿大的安東尼奧·李）亞軍。年末，林恩偕在尚比亞國際賽男子單打決賽擊敗阿爾及利亞籍的尤赫夫·薩布里·梅德爾，獲得生涯首座成人組國際賽冠軍。
2021年，林恩偕獲得東京奧運會羽球男子單打項目參賽資格。他在小組賽不敵日本的桃田賢斗及韓國的許侊熙，無緣晉級。

## 主要比賽成績
只列出曾進入準決賽的國際賽事成績：
| 年份   | 賽事                         | 公開賽級別 | 項目     | 搭檔       | 成績   |
| ------ | ---------------------------- | ---------- | -------- | ---------- | ------ |
| 2014年 | 泛美洲青年羽毛球錦標賽       | 其他       | 混合團體 | －         | 冠軍   |
| 2014年 | 泛美洲青年羽毛球錦標賽       | 其他       | 男子單打 | －         | 冠軍   |
| 2014年 | 泛美洲青年羽毛球錦標賽       | 其他       | 男子雙打 | Justin Ma  | 亞軍   |
| 2014年 | 泛美洲青年羽毛球錦標賽       | 其他       | 混合雙打 | 許忻霏     | 季軍   |
| 2017年 | 泛美洲羽毛球錦標賽           | 其他       | 混合團體 | －         | 季軍   |
| 2018年 | 危地馬拉羽毛球國際系列賽     | 國際系列賽 | 男子單打 | －         | 亞軍   |
| 2018年 | 巴林羽毛球國際系列賽         | 國際系列賽 | 男子單打 | －         | 亞軍   |
| 2019年 | 泛美洲羽毛球錦標賽           | 其他       | 混合團體 | －         | 亞軍   |
| 2019年 | 吉拉爾迪拉羽毛球賽           | 未來系列賽 | 男子單打 | －         | 準決賽 |
| 2019年 | 加勒比地區羽毛球聯合會國際賽 | 國際系列賽 | 男子單打 | －         | 亞軍   |
| 2019年 | 加勒比地區羽毛球聯合會國際賽 | 國際系列賽 | 男子雙打 | Antonio Li | 亞軍   |
| 2019年 | 尚比亞羽毛球國際賽           | 未來系列賽 | 男子單打 | －         | 冠軍   |
| 2020年 | 泛美洲羽毛球男女子團體錦標賽 | 其他       | 男子團體 | －         | 季軍   |
| 2020年 | 秘魯羽毛球未來系列賽         | 未來系列賽 | 男子單打 | －         | 準決賽 |

| 2007-2017年 | 首要超級賽 | 超級賽 | 黃金大獎賽 | 大獎賽 | 國際挑戰賽 | 國際系列賽 | 未來系列賽 | 其他 |

| 2018-2026年 | 總決賽 | 超級1000賽 | 超級750賽 | 超級500賽 | 超級300賽 | 超級100賽 | 國際挑戰賽 | 國際系列賽 | 未來系列賽 | 其他 |

### 奧運會和世錦賽參賽紀錄
| 項目     | 2020       | 2021 |
| -------- | ---------- | ---- |
| 男子單打 | 小組第三名 | 64強 |